# Ультрафиолетовая фотоэлектронная спектроскопия

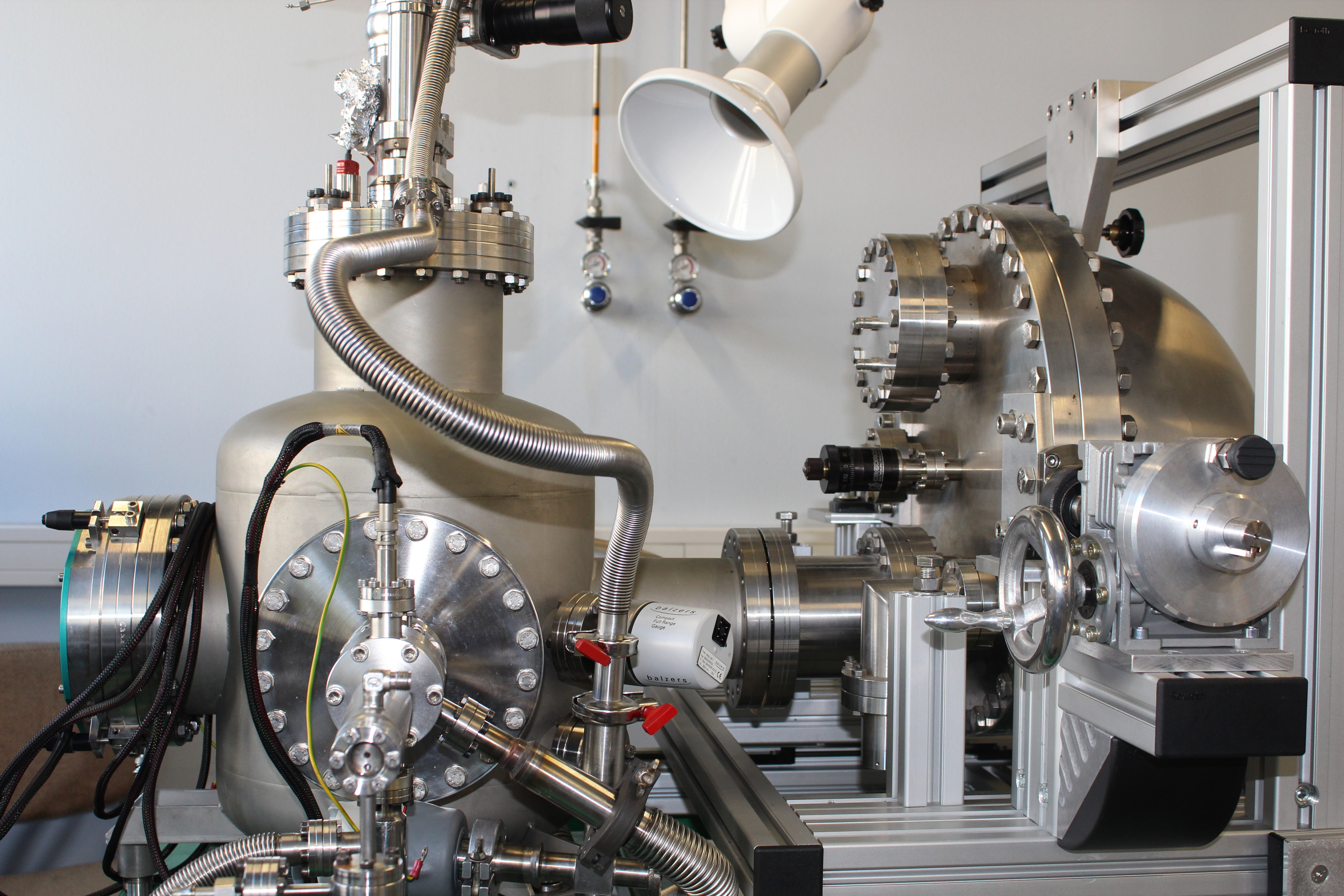
Установка для ультрафиолетовой фотоэлектронной спектроскопии в газовой среде

Ультрафиолетовая фотоэлектронная спектроскопия (УФЭС) (англ. ultraviolet photoelectron spectroscopy, сокр., UPS) — разновидность фотоэлектронной спектроскопии, в которой для возбуждения фотоэлектронов используется излучение ультрафиолетового спектрального диапазона и которая служит для зондирования заполненных электронных состояний валентной зоны и зоны проводимости в поверхностном слое образца.

## Описание
В отличие от молекулярной электронной спектроскопии, изучающей вещество по спектрам поглощения и испускания фотонов, соответствующих переходам электронов с одного энергетического уровня на другой, основным инструментом исследования строения образца методом ультрафиолетовой фотоэлектронной спектроскопии (УФЭС) является регистрация фотоэмиссии — электронов, покинувших материал в результате фотоионизации.
В качестве лабораторных источников для УФЭС используют газоразрядные лампы, чаще всего гелиевые. В этих источниках, в зависимости от давления газа и тока разряда генерируется одна из двух интенсивных линий с энергией фотонов 21,2 эВ (He I) и 40,8 эВ (He II). Из-за того, что в УФЭС используются фотоны относительно низких энергий, в фотоэмиссионном процессе происходит возбуждение только валентных уровней. Кроме того, кроме уровней, соответствующих заполненным состояниям поверхности вещества, на фотоэлектронный спектр могут влиять также заполненные орбитали адсорбированных молекул. Благодаря большому сечению фотоэмиссии валентных состояний при энергиях возбуждения, используемых в УФЭС, этот метод является мощным инструментом изучения структуры валентной полосы поверхности материала и её модификации в результате различных процессов, происходящих на поверхности, таких, как адсорбция, рост тонких плёнок, химические реакции и т. д.
В зависимости от задачи, УФЭС обычно используется в одном из двух режимов:
- УФЭС с интегрированием по углам;
- УФЭС с угловым разрешением.

В УФЭС с интегрированием по углам в идеальном случае детектируются все фотоэлектроны, испускаемые в полупространство над поверхностью образца. Полученные данные используют для определения распределения плотности состояний в валентной зоне.
В УФЭС с угловым разрешением детектируются фотоэлектроны, испускаемые только в определённом выбранном направлении. В этом типе измерений фиксируется не только энергия электрона, но и его волновой вектор, что позволяет определять закон дисперсии поверхностных состояний.